# 惡魔、變異人、異形、食人魔、地獄邊緣的殭屍化的活死人攜妻帶子大舉歸來恐怖進攻不分日夜殺出個黎明2：極度震驚2D版
《惡魔、變異人、異形、食人魔、地獄邊緣的僵屍化的活死人攜妻帶子大舉歸來恐怖進攻不分日夜殺出個黎明2：極度震驚2D版》（簡稱NOTDOT）是一部由James Riffel編寫及執導的恐怖惡搞電影。這電影將1968年上映的《活死人之夜》更新配音，並加入幽默對白。儘管這電影只在全美500間電影院播放，然而，NOTDOT已被視為邪典電影（Cult Film）的一部份。

## 名稱
NOTDOT的英文全名共由42字、164個字母所組成。

## 續集
NOTDOT的續集為《邪惡變種地獄食人僵屍、活死人之侵襲恐怖復仇新娘之子殺出個黎明3》（Night of the Day of the Dawn of the Son of the Bride of the Return of the Revenge of the Terror of the Attack of the Evil, Mutant, Hellbound, Flesh-Eating Subhumanoid Zombified Living Dead, Part 3）。這電影為1962年恐怖科技電影《不死之腦》（The Brain That Wouldn't Die）重新配音，並在2005年上映。

## 資源來源
1. ↑  Jr, Kevin J. Wetmore. . McFarland. 2011-07-25: 99  [2022-02-19]. ISBN 978-0-7864-8721-9. （原始内容存档于2022-05-04） （英语）.
2. ↑  . Cinema Blend.   [11 December 2012]. （原始内容存档于2013-03-14）.
3. ↑  . The Daily Record. 2008-02-23  [2022-02-19]. （原始内容存档于2008-03-04）.

## 外部連結
- 互联网电影数据库（IMDb）上《Night of the Day of the Dawn...》的资料（英文）
- AllMovie上《Night of the Day of the Dawn...》的资料（英文）
- 電影預告片